# Mario Francese
(tipico saluto di Francese alla redazione)
Mario Francese (Siracusa, 6 febbraio 1925 – Palermo, 26 gennaio 1979) è stato un giornalista italiano, vittima di mafia.

## Biografia
Siracusano, si trasferì a Palermo adolescente risiedendo da una zia materna, per frequentare il liceo classico e successivamente Ingegneria all'Università degli Studi di Palermo; iniziò però a dedicarsi al giornalismo. Francese incominciò la carriera come telescriventista dell'ANSA, e successivamente cominciò a scrivere per il quotidiano La Sicilia di Catania. Nel 1958 venne assunto dall'ufficio stampa dell'assessorato ai Lavori Pubblici della Regione Siciliana e il 30 ottobre dello stesso anno sposò Maria Sagona, con la quale ebbe quattro figli, Giulio, Fabio, Massimo e Giuseppe. Nel frattempo intraprese una collaborazione con il Giornale di Sicilia di Palermo. Nel 1968 si licenziò dalla Regione per lavorare a tempo pieno al giornale, dove si occupò della cronaca giudiziaria, entrando in contatto con gli scottanti temi del fenomeno mafioso.
Divenuto giornalista professionista si occupò della strage di Ciaculli, del processo ai corleonesi del 1969 a Bari, dell'omicidio del colonnello dei carabinieri Giuseppe Russo e fu l'unico giornalista a intervistare la moglie di Totò Riina, Antonietta Bagarella. Nelle sue inchieste entrò profondamente nell'analisi dell'organizzazione mafiosa, delle sue spaccature, delle famiglie e dei capi, specie di quella corleonese legata a Luciano Liggio e Totò Riina. Fu un fervente sostenitore dell'ipotesi che quello di Cosimo Cristina fosse un assassinio di mafia.
Un certo costruttore, don Peppino Garda, presunto "boss" di Monreale, vendette frettolosamente molti degli edifici, costruiti in via Sciuti in società con Peppino Quartuccio, e si ritirò in eremitaggio. Dalla vendita degli edifici si ricavarono circa cento milioni e questi soldi furono reinvestiti in un latifondo nei pressi del Lago Garcia. Il Garda realizzo così un progetto che, nel giro di dieci anni, avrebbe fatto intascare ai clan quasi un terzo dei 17 miliardi stanziati dallo Stato per la costruzione della "faraonica" diga.
Così quando nel 1975, approvato il progetto dell'opera, cominciano le procedure per gli espropri, don Peppino e compagni vanno all'incasso: per i terreni pagati complessivamente due miliardi di lire, con i soldi della Cassa del Mezzogiorno ai nuovi e antichi proprietari, in tutto 240 possidenti, ne incassano diciassette, denaro che in gran parte finisce nelle casseforti mafiose in piccolissima parte agli altri proprietari e agli affittuari. Uno sfregio anche all'impegno di Danilo Dolci, che per la costruzione delle dighe si era battuto.
L'affare però non riguarda solo i terreni, ci sono tanti altri soldi da agguantare: subappalti, forniture di cemento, pietrame e quant'altro, posti di lavoro da distribuire, mezzi meccanici da affittare. Un intreccio di appetiti che lascia sul suolo una dozzina di morti e una scia di attentati. Francese indaga, annota e scrive sul Giornale di Sicilia, dove è cronista giudiziario, quel che accade nel territorio, facendo nomi e cognomi; è il primo a farlo ed è ancora il primo a rivelare l'ascesa dei Corleonesi e a chiamare "commissione" il vertice della cupola. Collega anche alcuni morti ammazzati alla guerra nelle cave e uno dei primi delitti eccellenti, quello del colonnello Giuseppe Russo nel 1977 a Ficuzza, a controversie per i subappalti.
Francese paga con la vita, ad appena 54 anni, il suo coraggio e il suo fiuto di cronista. La sera del 26 gennaio 1979 venne assassinato a colpi di pistola a Palermo da Leoluca Bagarella  davanti a casa sua.
Per il suo omicidio sono stati condannati: Totò Riina, Leoluca Bagarella (che sarebbe stato l'esecutore materiale del delitto), Raffaele Ganci, Francesco Madonia, Michele Greco e Bernardo Provenzano. Le motivazioni della condanna nella sentenza d'appello furono: «Il movente dell'omicidio Francese è sicuramente ricollegabile allo straordinario impegno civile con cui la vittima aveva compiuto un'approfondita ricostruzione delle più complesse e rilevanti vicende di mafia degli anni '70».
Il 3 settembre 2002 si suicidò il figlio trentaseienne Giuseppe, che per anni si era dedicato a inchieste sulla ricostruzione dell'omicidio del padre.

## Riconoscimenti
Nel 1996 è stato istituito un premio alla sua memoria, il Premio Mario Francese.

## Televisione
- Nel 2018 su Canale 5 viene mandata in onda la fiction Liberi sognatori, la cui seconda puntata è dedicata proprio alla vita di Mario Francese, interpretato da Claudio Gioè.
- Mario Francese appare nella miniserie televisiva La mafia uccide solo d'estate di Pif.
- Mario Francese appare anche nella miniserie televisiva di due episodi, trasmessa nel 2016 su Rai 1, Boris Giuliano - Un poliziotto a Palermo, nella quale è interpretato da Vincenzo Crivello.
- Nel 2021 su Rai 3 ha trasmesso una puntata de La Grande Storia dedicata alla figura del giornalista: Mario Francese - L'uomo che scriveva troppo di Peter Freeman.